# Joseph Han Zhihai
Joseph Han Zhihai (chiń. 韓志海; ur. 2 lutego 1966) – chiński duchowny katolicki, arcybiskup metropolita Lanzhou od 2003.

## Życiorys
Święcenia kapłańskie otrzymał w 1994.
Wybrany arcybiskupem metropolitą Lanzhou. Sakrę biskupią przyjął z mandatem papieskim 5 stycznia 2003.